# Ali Campbell
Alistair Ian Campbell (Birmingham (Engeland), 15 februari 1959) is een Brits zanger. Hij was voorheen de frontman en mede-oprichter van de reggaeformatie UB40.

## Biografie

### Jeugd
Campbell, zoon van de Schotse folkzanger Ian Campbell (1933-2012), groeide op in het multiculturele Birmingham met zijn oudere broers David (1952), Robin (1954) en Duncan (1958); David was in de periode 1981-1984 de manager van UB40. Campbell debuteerde op jonge leeftijd door een duet te zingen met Suss Swarbrick, de dochter van Ian Campbell's toenmalige violist Dave Swarbrick; Why Does It Have To Be Me?

### UB40
Ondertussen kwam Campbell in aanraking met reggae en dacht hij lange tijd dat iedereen daarnaar luisterde. Op de middelbare school kwam daar verandering in, en op zijn zeventiende verjaardag ging Campbell op de vuist met iemand die geen fan van reggae bleek te zijn. Hij raakte bijna zijn linkeroog kwijt, en van de schadevergoeding die hij kreeg werden de instrumenten gekocht voor de oprichting van UB40.
Als voornaamste zanger en gitarist van UB40 beleefde Campbell zijn grootste successen in de jaren 80 en 90. In eerste instantie stond de band erom bekend sociaal-politieke onderwerpen aan te snijden. Naarmate de populariteit en het aantal coverversies toenam, haakten de reggaepuristen af.

### Solocarrière
Midden jaren 90 begon Campbell een platenlabel (Kuff) dat hij vanuit zijn tweede huis op Jamaica runde; hij bracht er in 1995 zijn eerste solo-album uit. Big Love bracht een paar singles voort, maar Campbell weigerde op promotietour te gaan; iets waar hij later spijt van zou krijgen.
In 2007 nam Campbell z'n tweede solo-album, Running free, op waarop hij werd bijgestaan door artiesten van formaat; en ditmaal deed hij wel aan promotie. Speciaal voor hem werd de release van het nieuwe album van UB40-album (24/7) uitgesteld, maar dan op 25 januari 2008 werd bekendgemaakt dat Campbell uit de band stapt omdat hij zich niet kon vinden in de zakelijke beslissingen van de afgelopen jaren. Vlak daarna stapte ook toetsenist en zwager Michael Virtue op uit onvrede met het management en sloot hij zich aan bij de band van Campbell.
De anderen waren er echter van overtuigd dat hij gewoon een solocarrière boven de band verkoos en gingen verder met Duncan als leadzanger. Campbell voelde zich verraden; hij verhuisde naar Nieuw-Zeeland en verbrak het contact met zijn broers en oud-bandleden waaronder saxofonist Brian Travers die in 2021 kwam te overlijden.
Running free leverde Campbell z'n eerste Engelse top 10-album op sinds Labour of love III terwijl 24/7 op de 81ste plaats bleef steken. In Nederland gaf hij zijn eerste solo-concerten op 30 augustus 2008 in de Melkweg, en op 1 mei 2009 in de Amsterdamse Borchland met voorprogramma van de Nederlandse formatie Beef. Een maand later verscheen zijn derde solo-album Flying high.
In 2011 bracht Campbell zijn vierde solo-album uit; Great British songs bevatte covers van popnummers uit zijn jeugd.
In 2012 was Campbell jurylid in New Zealand's Got Talent.

#### UB40 ft. Ali (Astro & Michael)
Eind 2013 werden Campbell en Virtue met hun ex-collega Terence 'Astro' Wilson herenigd; de trompettist/toaster had UB40 verlaten vanwege het 'country'-album Getting Over the Storm en gebrek aan communicatie. Ze begonnen hun eigen UB40 en brachten in 2014 het album Silhouette uit met zowel covers als eigen materiaal. Het stond echter op naam van Campbell vanwege een rechtszaak.
Op 7 en 9 mei 2016 kwamen de heren van UB40 terug met The Labour of Love Tour in de Heineken Music Hall. Een tournee met de grootste hits, waar UB40 groot mee is geworden. Aan het einde van het jaar kwam UB40 met een unplugged album.
In 2017 ging Campbells UB40 op tournee met de tijdgenoten van Level 42. 24 juni 2017 deden ze Nederland aan voor een concert op Night at the Park in Den Haag.
In maart 2018 verscheen het album A Real Labour of Love; het haalde in eigen land de tweede plaats en werd nr. 1 in de Amerikaanse reggae-chart.
Aan het eind van het jaar verliet Mickey Virtue de band zonder opgaaf van reden.
In 2019 kwam UB40 naar Nederland met de tournee ter gelegenheid van het 40-jarig jubileum.
Tijdens de eerste lockdown in 2020 nam UB40 een cover op van Bill Withers' Lean on Me met een keur aan bevriende artiesten, onder wie pianist Jools Holland en Madness-zanger Suggs. Campbell draagt behalve reggae ook soulmuziek een warm hart toe en zei een groot fan te zijn van de kort tevoren overleden Withers.

#### UB40 ft. Ali Campbell
Op 6 november 2021 maakte UB40 via de sociale media bekend dat Astro na een kort ziekbed was overleden. De band ging verder en wijzigde het achtervoegsel eerst tot In memory of Astro en daarna tot featuring Ali Campbell. Voorafgegaan door de single Sufferer verscheen in 2022 het album Unprecedented. Op 12 juni was de band hoofdact op Parkpop dat voor het eerst plaatsvond op het Malieveld in plaats van in het Zuiderpark (Den Haag). Ondertussen bracht ex-lid Matt Hoy, die al in juli 2021 was vertrokken, zijn eerste solosingle uit; We Are One.
In de zomer van 2023 toerde Campbell met zijn UB40 langs vele festivals waaronder het Amsterdamse Reggae Lake-festival op 20 augustus.

## Persoonlijk leven
Campbell heeft acht kinderen, van wie twee met zijn huidige echtgenote Julie. Dochters Kaya en Indica, uit zijn eerste huwelijk met Bernadette Virtue, zijn ook gaan zingen.

## Discografie

### Albums
| Album met eventuele hitnotering(en) in de Nederlandse Album Top 100 | Datum van verschijnen | Datum van binnenkomst | Hoogste positie | Aantal weken | Opmerkingen |
| ------------------------------------------------------------------- | --------------------- | --------------------- | --------------- | ------------ | ----------- |
| Big love                                                            | 1995                  | 24-06-1995            | 50              | 11           |             |
| Running free                                                        | 16-11-2007            | -                     | -               | -            |             |
| Flying high                                                         | 19-06-2009            | 11-07-2009            | 81              | 1            |             |

- Bibliothèque nationale de France: cb139780909 (data)
- Gemeinsame Normdatei: 134954106
- International Standard Name Identifier: 0000 0001 1476 6101
- Library of Congress Control Number: no98076465
- MusicBrainz: d2b59efd-0028-40aa-aaee-9ee2a519a0c0
- Nationale Bibliotheek van Tsjechië: xx0036723
- Système universitaire de documentation: 178855057
- Virtual International Authority File: 85528912
- WorldCat: E39PBJhCKYbhqvHGCWDm8Bbrv3